# Ковачевич, Желько
Желько Ковачевич (род. 1957 год, Бихач, СФРЮ) — министр индустрии, энергетики и горного дела Республики Сербской, занявший этот пост 29 декабря 2010 года по 18 декабря 2014 года. По национальности серб.

## Биография
Желько Ковачевич родился в 1957 году в Бихаче. Доктор экономических и магистр юридических наук с большим опытом работы. Длительное время работал военным прокурором Республики Сербской, а затем возглавлял предприятие «Електрокрајина» в Баня-Луке.
Женат, отец двух дочерей.